# Carcelia inculta
Carcelia inculta là một loài ruồi trong họ Tachinidae.